# Martin Mystère
Pour la série animée, voir Martin Mystère (série télévisée d'animation).
Martin Mystère ou Martin Mystère, le détective de l'impossible (Martin Mystère, il detective dell'impossibile) est une série de bande dessinée italienne créée par le scénariste Alfredo Castelli et le dessinateur Giancarlo Alessandrini. Elle est éditée en album depuis avril 1982 par Sergio Bonelli Editore.
En France, les éditions Lug publient les aventures du héros du no 211 en 1983 au no 242 en 1986 dans Ombrax, avant de les rééditer du no 286 en 2000  au no 312 en 2003 dans Mustang  chez Semic.

## Descriptions

### Synopsis
Martin Jacques Mystère est un écrivain que ses recherches entraînent très souvent sur la piste de légendes ou de secrets millénaires, convoités par des gens peu scrupuleux, voire par les Hommes en noir (organisation qui a pour but de détruire toute preuve qui pourrait contredire l'histoire officielle).
Les grands mystères sont ainsi évoqués (Tunguska, la tour de Babel, la fontaine de jouvence, le triangle des Bermudes…).
Martin Mystère possède une arme, sorte de pistolet que lui seul peut utiliser, venue de la lointaine Atlantide et transmise par un vieux sage. Orloff en possède une semblable. Mais là où l'arme de Mystère paralyse (une limitation venue de son subconscient) celle d'Orloff tue, démontrant si besoin sa cruauté.

### Personnages
- Martin Mystère, l'aventurier-écrivain, diplômé d’anthropologie et spécialisé en archéologie, histoire de l’art et cybernétique.
- Java des Cavernes, l’homme de Néanderthal découvert par Martin dans la cité des Ombres diaphanes, cachée aux sommet de montagnes de Mongolie puis devenu son mentor.
- Diana Lombard, sa fiancée — même si, dans le dessin animé éponyme, elle est sa demi-sœur.
- Sergej Orloff, l'ancien condisciple initié par un sage tibétain et devenu rival de Martin Mystère.

## Analyse

### Genèse du personnage
Martin Mystère est l'évolution d'un précédent personnage nommé Allan Quatermain, après que le scénariste découvre  les Mines du roi Salomon, roman de Henry Rider Haggard. Professeur de nationalité anglaise, celui-ci est déjà accompagné de Java et d'une éternelle fiancée Béatrice. Il est également en possession de son arme millénaire capable de paralyser.
Allan Quatermain est créé, en 1975, par Alfredo Castelli et illustré par Fabrizio Busticchi sur des esquisses du dessinateur espagnol Enric Sio pour l'hebdomadaire catholique milanais Il Giornalino des Éditions Paoline qui ne donnèrent pas suite. C'est donc l'hebdomadaire SuperGulp des Éditions Mondadori qui, en 1978, lance enfin la série. Malheureusement, l'aventure est de courte durée puisque SuperGulp cesse de paraître en 1980.
Le scénariste renomme alors son personnage en Martin Mystère et Béatrice en Diana, en tentant de lui redonner vie sur des esquisses d'Enrique Bagnoli et de Sergio Zaniboni, auprès du magazine allemand Zach de Hambourg pour lequel il écrit déjà les aventures des Gentlemen. Mais ce sont les éditions Bonelli — nommées Daim Press à ce moment-là — qui annoncent à la foire du livre de Bologne en 1981, sur une brochure bicolore le texte présentant le nouveau personnage :

« Pourquoi navires et avions disparaissent-ils dans le Triangle des Bermudes ? Quel antique secret cachent les pyramides de pierres enfouies dans les jungles du Mexique et du Guatemala ? Quelle est la mystérieuse créature qui hante les contreforts enneigés de l'Himalaya ? Un homme… un seul, peut répondre à toutes ces questions. Cet homme, c'est Martin Mystère. »

En 1982, les éditions Bonelli publient les premières aventures de Martin Mystère.

## Postérité

### Adaptations

#### Série télévisée

Logo de la série télévisée franco-italo-canadienne

Cette série est adaptée dans la série télévisée d'animation franco-italo-canadienne intitulée Martin Mystère en 66 épisodes de 22 minutes, diffusée en France entre novembre 2003 et mars 2006 sur Canal J avant d'être rediffusée sur M6 dans l'émission M6 Kid puis sur Jetix
Les personnages sont loin de l'original, étant donné que Martin Mystère y est un adolescent dragueur de seize ans, étudiant et agent spécial d'une organisation secrète spécialisée dans les phénomènes paranormaux et dirigée par M.O.M. Diana Lombard est sa demi-sœur, très perspicace et intelligente, mais qui s'entend mal avec son demi-frère. En revanche, les créateurs de la série ont ajouté un nouveau personnage appelé Billy, l'extraterrestre qui se déplace en petit appareil volant et travaille dans les bureaux du Centre où se trouvent un mini-ordinateur et l'activation de portail.

#### Romans
Les éditions Pocket reprend les personnages de la série d'animation sous forme de romans dans la collection « Jeunesse » entre janvier 2007 et décembre 2009.

#### Long-métrage
La production Marathon Média adapte la série d'animation en long-métrage Martin Mystère, le film : La Menace vient de l'espace sous la direction de Stéphane Berry pour une sortie en DVD en mars 2007.

#### Jeu vidéo
Ubisoft annonce, en juin 2008, avoir signé avec la société de développement vidéoludique OUAT Entertainment pour un projet inspiré de la série d'animation et intitulé Martin Mystère : L'Attaque des monstres. Le 9 octobre 2008, Martin Mystère : L'Attaque des Monstres est commercialisé en France sur console portable Nintendo DS.

## Publications originales
La série est publiée par la maison d'édition milanaise Sergio Bonelli Editore qui a été créée par l'auteur de la célèbre série de fumetti Tex Willer. La distribution de la série italienne Martin Mystère est mensuelle, mais devient bimensuelle à partir de juin 2005.

## Publications en français

### Revues

#### Ombrax
Le petit format Ombrax des éditions Lug  publie les aventures de Martin Mystère entre 1983 et 1986,.
- Les Hommes en noir, au no 211 du août 1983
- L'Arche de Noé, au no 213 du octobre 1983
- L’Énigme de l'étrusque, au no 214 du novembre 1983
- La Maison du bout du monde, au no 215 du décembre 1983
- Délit dans la préhistoire, au no 216 du janvier 1984
- La Fontaine de jouvence, du no 217 du février 1984 au no 219 du avril 1984
- Le Secret du Lusitania, au no 220 du mai 1984
- Le Crâne du destin, au no 221 du juin 1984
- À l'ombre de Téotihuacan, au no 222 du juillet 1984
- Un vampire à New York, du no 223 du août 1984 au no 225 du octobre 1984
- L’Épée du roi Arthur, du no 225 du octobre 1984
- Le Mystère de Stonehenge, au no 226 du novembre 1984
- La Cité des ombres diaphanes, du no 227 du décembre 1984 au no 229 du février 1985
- La Tour de Babel, du no 230 du mars 1985 au no 232 du mai 1985
- Le Livre des arcanes, au no 231 du avril 1985
- Toungouska, du no 233 du juin 1985 au no 234 du juillet 1985
- Surgi de l'au-delà, au no 235 du août 1985
- Le Monstre d'acier, au no 236 du septembre 1985
- Les Fils du rêve, au no 236 du septembre 1985
- Rencontre du troisième type, au no 237 du octobre 1985
- Le Crime de Martin Mystère, du no 237 du octobre 1985 au no 238 du novembre 1985
- La Sphère de cristal, au no 238 du novembre 1985
- Le Troisième Œil, du no 239 du décembre 1985 au no 240 du janvier 1986
- L'Horrible invasion, au no 241 du février 1986
- Créatures de l'inconnu, au no 241 du février 1986
- L'Homme des bois, au no 242 du mars 1986

#### Mustang
En 2000, les éditions Lug devenues Semic rééditent les Martin Mystère, déjà parus dans Ombrax, dans Mustang à partir du no 286,,.
- Les Hommes en noir, du no 286 du janvier 2000 au no 287 du février 2000
- La Vengeance de Râ, au no 287 du février 2000
- L'Arche de Noé, au no 288 du mars 2000
- L’Énigme de l'étrusque, au no 289 du avril 2000
- La Maison du bout du monde, au no 290 du mai 2000
- Délit dans la préhistoire, au no 291 du juin 2000
- L'Homme qui découvrit l'Europe, au no 292 du juillet 2000
- La Fontaine de jouvence, au no 293 du août 2000
- Le Triangle des Bermudes, au no 294 du septembre 2000
- Le Secret du Lusitania, au no 295 du novembre 2000
- Le Crâne du destin, du no 296 du janvier 2001 au no 297 du mars 2001
- À l'ombre de Téotihuacan, du no 298 du mai 2001 au no 299 du juillet 2001
- Un vampire à New York, du no 300 du septembre 2001 au no 302 du janvier 2002
- L'épée du roi Arthur, du no 304 du mai 2002 au no 305 du juillet 2002
- Le mystère de Stonehenge, du no 306 du septembre 2002 au no 307 du novembre 2002
- La cité des ombres diaphanes, du no 308 du janvier 2003 au no 310 du mai 2003

### Albums

#### Glénat
- 1 Les Hommes en noir, Glénat, col. « 2 heures 1/2 »,  (ISBN 2-7234-1548-1), mai 1993
Scénario : Alfredo Castelli - Dessin : Giancarlo Alessandrini
- 2 Fantôme à Manhattan, Glénat, col. « 2 heures 1/2 »,  (ISBN 2-7234-1661-5), novembre 1993
Scénario : Alfredo Castelli - Dessin : Giancarlo Alessandrini
- 3 Les Enfants du rêve, Glénat, col. « 2 heures 1/2 »,  (ISBN 2-7234-1685-2), janvier 1994
Scénario : Alfredo Castelli - Dessin : Giancarlo Alessandrini
- 4 Temps zéro, Glénat, col. « 2 heures 1/2 »,  (ISBN 2-7234-1773-5), juillet 1994
Scénario : Alfredo Castelli - Dessin : Giovanni Freghieri
- 5 L’Invention diabolique, Glénat, col. « 2 heures 1/2 »,  (ISBN 2-7234-1781-6), janvier 1995
Scénario : Alfredo Castelli - Dessin : Giampiero Casertano
- 6 La Secte des assassins, Glénat, col. « 2 heures 1/2 »,  (ISBN 2-7234-1804-9), avril 1995
Scénario : Alfredo Castelli - Dessin : Corrado Roi

#### Semic
- 1 Le Secret de Saint-Nicolas, Semic, col. « Semic Album »,  (ISBN 2-914082-27-4), juin 2005
Scénario : Alfredo Castelli - Dessin : Giancarlo Alessandrini

#### Clair de Lune
- 1 Les Treize travaux - Le Code Caravage, Clair de Lune,  (ISBN 978-2-353-25120-9), décembre 2009
Scénario : Alfredo Castelli - Dessin : Daniele Caluri
- 2 Le Destin de l'Atlantide - Le Trésor de Didon, Clair de Lune,  (ISBN 978-2-353-25205-3), novembre 2010
Scénario : Alfredo Castelli - Dessin : Roberto Cardinale

### Hors série
Les éditions du Caméléon adaptent les personnages de la série télévisée en bande dessinée :
- 1 Le Hurlement du loup-garou, Éditions du Caméléon,  (ISBN 978-2-205-06165-9), octobre 2008
Scénario : Jean-Marc Salmon - Dessin : Philippe Pinard - Couleurs : Michelle Aflalo
- 2 Le Réveil du sorcier, Éditions du Caméléon,  (ISBN 978-2-205-06166-6), octobre 2008
Scénario : Jean-Marc Salmon - Dessin : Philippe Pinard - Couleurs : Michelle Aflalo

## Annexe